# Gerard Granollers
Gerard Granollers Pujol (* 30. ledna 1989 Barcelona) je španělský tenista. Je mladším bratrem profesionálního tenisty Marcela Granollerse.

## Kariéra
Kromě ATP Challenger Tour hraje Gerard Granollers především na ITF Future Tour, kde dosud oslavil osm vítězství ve dvouhře a 32 ve čtyřhře. Na turnajích ATP Challenger Tour dosud získal čtyři tituly ve čtyřhře. Dne 11. října 2010 se poprvé probojoval do první stovky světového žebříčku čtyřhry, jeho maximem bylo 111. místo.

## Úspěchy
| Legenda (počet vítězství)   |
| Grand Slam                  |
| ATP World Tour Finals       |
| ATP World Tour Masters 1000 |
| ATP World Tour 500          |
| ATP World Tour 250          |
| ATP Challenger Tour (15)    |

### Dvouhra

#### Turnajová vítězství
| Č.  | Datum             | Turnaj          | Povrch     | Partner                       | Konečný soupeř                          | Výsledek          |
| --- | ----------------- | --------------- | ---------- | ----------------------------- | --------------------------------------- | ----------------- |
| 1.  | 6. prosince 2009  | Chanty-Mansijsk | Tvrdý kurt | Marcel Granollers             | Jewgeni Kirillow Andrei Kusnezow        | 6:3, 6:2          |
| 2.  | 10. července 2010 | Pozoblanco      | Tvrdý kurt | Marcel Granollers             | Brian Battistone Filip Prpic            | 6:4, 4:6, [10:4]  |
| 3.  | 20. září 2013     | Kenitra         | Písek      | Jordi Samper Montaña          | Taro Daniel Alexander Rumjanzew         | 6:4, 6:4          |
| 4.  | 8. června 2014    | Fürth           | Písek      | Jordi Samper Montaña          | Adrián Menéndez Rubén Ramírez Hidalgo   | 7:61, 6:2         |
| 5.  | 18. září 2015     | Kenitra         | Písek      | Oriol Roca Batalla            | Kevin Krawietz Maximilian Marterer      | 3:6, 7:64, [10:8] |
| 6.  | 30. října 2015    | Puné            | Tvrdý kurt | Adrián Menéndez               | Maximilian Neuchrist Divij Šaran        | 1:6, 6:3, [10:6]  |
| 7.  | 6. ledna 2018     | Bangkok         | Tvrdý kurt | Marcel Granollers             | Zdeněk Kolář Gonçalo Oliveira           | 6:3, 7:66         |
| 8.  | 3. února 2018     | Burnie          | Tvrdý kurt | Marcel Granollers             | Evan King Max Schnur                    | 7:68, 6:2         |
| 9.  | 6. května 2018    | Glasgow         | Tvrdý kurt | Guillermo Olaso               | Scott Clayton Jonny O’Mara              | 6:1, 7:5          |
| 10. | 29. července 2018 | Binghamton      | Tvrdý kurt | Šablona:ESP Marcel Granollers | Alejandro Gómez Caio Silva              | 7:62, 6:4         |
| 11. | 10. srpna 2018    | Portorož        | Tvrdý kurt | Lukáš Rosol                   | Nikola Čačić Lucas Miedler              | 7:5, 6:3          |
| 12. | 7. září 2018      | Sevilla         | Písek      | Pedro Martínez                | Daniel Gimeno-Traver Ricardo Ojeda Lara | 6:0, 6:2          |
| 13. | 12. května 2019   | Braga           | Písek      | Fabrício Neis                 | Kimmer Coppejans Zdeněk Kolář           | 6:4, 6:3          |
| 14. | 14. září 2019     | Sevilla         | Písek      | Pedro Martínez                | Kimmer Coppejans Sergio Martos Gornés   | 7:5, 6:4          |
| 15. | 31. října 2020    | Marbella        | Písek      | Pedro Martínez                | Luis David Martínez Fernando Romboli    | 6:3, 6:4          |